# Omodos
Omodos (gr. Όμοδος) – wieś w Republice Cypryjskiej, w dystrykcie Limassol. W 2011 roku liczyła 322 mieszkańców.

## Zabytki
- klasztor Timiou Stavrou założony w połowie XII wieku. W klasztorze w srebrnym relikwiarzu w kształcie krzyża przechowywana jest relikwia - kawałek liny, którą Chrystus miał być przywiązany do krzyża na Golgocie[3].